# Geraz do Lima
Geraz do Lima foi um antigo concelho português. Foi extinto no início do século XIX, nas reformas de Mouzinho da Silveira.
Teve foral em 2 de Junho de 1515 e era constituído pelas freguesias de Geraz do Lima (Santa Maria) (sede), Moreira de Geraz do Lima, Geraz do Lima (Santa Leocádia) e Deão. Tinha, em 1801, 1644 habitantes.